# Anđelko Aleksić
Anđelko Aleksić (1876 — 1904) je bio srpski četnički vojvoda u Staroj Srbiji i Makedoniji početkom 20. veka.

## Biografija
Anđelko je rođen 1876. godine u selu Midinci, kod Kičeva. Bio je bio pečalbar, aščija u kafani „Orijent“ u Beogradu početkom 20. veka. Pominje se 1899. i 1901. godine kao mlekadžija pa piljar, koji je po izveštaju beogradskih opštinskih vlasti: "dobrog vladanja a srednjeg imovnog stanja". Kad su Luka Ćelović, dr Milorad Gođevac i Jovan Atanacković osnovali Srpsku revolucionarnu organizaciju septembra 1903. godine, on joj se pridružio kao borac. 
Prva srpska komitska četa organizovana je u Beogradu 23. marta 1904. godine, od 25 četnika. U njen sastav su ušli skoro sve Starosrbijanci, pa je za vođu izabran najspremniji od njih tako južnjak Anđelko Aleksić, tada kafedžija u Beogradu. Oni su u najvećoj tajnosti krenuli vozom iz Beograda za Vranje. Tu ih je u Vranju sačekao Izvršni odbor i obezbedio da nesmetano pređu srpsko-tursku granicu, kod crkve Sv. Ilije. Krenuo je vojvoda Anđelko u prvu akciju ka Zebrnjaku, a uz put je svratio u selo Algunju, kod budućeg vojvode Todora Krstića Algunjskog. Kod Kumanova je trebalo da im putovođa bude pop Taško Petrović, ali je isti prota zakazao. Poruku koju mu je predao Todor Krstić, loše je primljena. Turci su se uzbunili, a straža je primetila kod Šupje Stene kolonu naoružanih ljudi, i usledio je žestok vatreni sukob tokom kojeg je propala cela, prva srpska komitska četa.
Maja 1904. godine sa 23 četnika prešao je srpsko-tursku granicu i uputio se ka Poreču. Četu je kod sela Četircе kod Kumanova 9. maja 1904. godine otkrila turska vojska, nakon čega se razvila borba kod sela Šuplji Kamen. Četa Anđelka Aleksića pružila je očajnički otpor nanoseći Turcima i albanskim bašibozucima velike gubitke. Kada je od cele čete na kraju borbe jedini živ ostao samo vojvoda Anđelko Aleksić, metak namenjen samoubistvu potrošio je na napadača. Kada su zamukli pucnji pozvat je na predaju, izašao je na opkop izvadio nož i preklao sam sebe prethodno rekavši: Ovako se srpski komita predava!.
Ulica Marka Oreškovića u Beogradu (Zvezdara) se zvala Vojvode Anđelka od 1908. do 1946. godine.
Delfa Ivanić ga spominje u svojim Uspomenama, da je vojvoda Anđelko Aleksić preveo prvu srpsku četu preko Buštranja. Исто је сматрала већина писаних расправа и сведочанстава четника живих пред Други светски рат.